# Associazione Sportiva Siracusa 1949-1950
Questa voce raccoglie le informazioni riguardanti il Associazione Sportiva Siracusa nelle competizioni ufficiali della stagione 1949-1950.

## Rosa
Fonte:
| N. |                   | Ruolo | Calciatore          |
| -- | ----------------- | ----- | ------------------- |
|    | Italia (bandiera) | P     | Pasquale Atripaldi  |
|    | Italia (bandiera) | P     | Remo Peroncelli     |
|    | Italia (bandiera) | P     | Giuseppe Salerno    |
|    | Italia (bandiera) | D     | Vincenzo Berlinguer |
|    | Italia (bandiera) | D     | Giovanni Cascio     |
|    | Italia (bandiera) | D     | Giuseppe De Caro    |
|    | Italia (bandiera) | D     | Armando Fallanca    |
|    | Italia (bandiera) | D     | Giuseppe Marchetto  |
|    | Italia (bandiera) | D     | Loris Mignatti      |
|    | Italia (bandiera) | D     | Giovanni Ottonello  |
|    | Italia (bandiera) | C     | Dino Bovoli         |
|    | Italia (bandiera) | C     | Domenico Brigato    |

| N. |                   | Ruolo | Calciatore         |
| -- | ----------------- | ----- | ------------------ |
|    | Italia (bandiera) | C     | Giovanni Bussone   |
|    | Italia (bandiera) | C     | Antonio Caminiti   |
|    | Italia (bandiera) | C     | Giacomo Mele       |
|    | Italia (bandiera) | C     | Mario Perazzolo    |
|    | Italia (bandiera) | C     | Giuseppe Polo      |
|    | Italia (bandiera) | C     | Salvatore Ricupero |
|    | Italia (bandiera) | C     | Oreste Roccasecca  |
|    | Italia (bandiera) | C     | Egizio Rubino      |
|    | Italia (bandiera) | A     | Umberto Badii      |
|    | Italia (bandiera) | A     | Luciano Cavaleri   |
|    | Italia (bandiera) | A     | Bruno Micheloni    |
|    | Italia (bandiera) | A     | Piero Suppi        |

## Risultati

### Serie B

#### Girone di andata
| 11 settembre 1949 1ª giornata | Siracusa | 2 – 0 | Fanfulla |  |

| 18 settembre 1949 2ª giornata | Siracusa | 5 – 0 | Prato |  |

| 25 settembre 1949 3ª giornata | Udinese | 3 – 1 | Siracusa |  |

| 2 ottobre 1949 4ª giornata | Modena | 4 – 0 | Siracusa |  |

| 9 ottobre 1949 5ª giornata | Siracusa | 3 – 3 | Vicenza |  |

| 16 ottobre 1949 6ª giornata | Siracusa | 1 – 0 | SPAL |  |

| 23 ottobre 1949 7ª giornata | Pro Sesto | 2 – 1 | Siracusa |  |

| 30 ottobre 1949 8ª giornata | Legnano | 3 – 2 | Siracusa |  |

| 6 novembre 1949 9ª giornata | Siracusa | 2 – 2 | Brescia |  |

| 6 dicembre 1998 10ª giornata | Siracusa | 3 – 1 | Catania |  |

| 20 novembre 1949 11ª giornata | Empoli | 1 – 1 | Siracusa |  |

| 27 novembre 1949 12ª giornata | Spezia | 1 – 0 | Siracusa |  |

| 4 dicembre 1949 13ª giornata | Siracusa | 2 – 2 | Pisa |  |

| 30 settembre 1951 14ª giornata | Siracusa | 5 – 0 | Alessandria |  |

| 11 dicembre 1949 15ª giornata | Siracusa | 0 – 0 | Napoli |  |

| 18 dicembre 1949 16ª giornata | Verona | 3 – 0 | Siracusa |  |

| 20 ottobre 1968 17ª giornata | Salernitana | 4 – 1 | Siracusa |  |

| 1º gennaio 1950 18ª giornata | Siracusa | 1 – 0 | Reggiana |  |

| 8 gennaio 1950 19ª giornata | Siracusa | 1 – 0 | Cremonese |  |

| 15 gennaio 1950 20ª giornata | Livorno | 4 – 0 | Siracusa |  |

| 22 gennaio 1950 21ª giornata | Arsenaltaranto | 2 – 0 | Siracusa |  |

#### Girone di ritorno
| 29 gennaio 1950 22ª giornata | Fanfulla | 3 – 0 | Siracusa |  |

| 5 febbraio 1950 23ª giornata | Prato | 1 – 2 | Siracusa |  |

| 12 febbraio 1950 24ª giornata | Siracusa | 2 – 1 | Udinese |  |

| 19 febbraio 1950 25ª giornata | Siracusa | 3 – 2 | Modena |  |

| 26 febbraio 1950 26ª giornata | Vicenza | 2 – 0 | Siracusa |  |

| 12 marzo 1950 27ª giornata | SPAL | 2 – 0 | Siracusa |  |

| 19 marzo 1950 28ª giornata | Siracusa | 6 – 1 | Pro Sesto |  |

| 26 marzo 1950 29ª giornata | Siracusa | 0 – 1 | Legnano |  |

| 2 aprile 1950 30ª giornata | Brescia | 5 – 2 | Siracusa |  |

| 9 aprile 1950 31ª giornata | Catania | 1 – 1 | Siracusa |  |

| 16 aprile 1950 32ª giornata | Siracusa | 2 – 1 | Empoli |  |

| 23 aprile 1950 33ª giornata | Siracusa | 0 – 4 | Spezia |  |

| 30 aprile 1950 34ª giornata | Pisa | 1 – 1 | Siracusa |  |

| 7 maggio 1950 35ª giornata | Alessandria | 2 – 0 | Siracusa |  |

| 14 maggio 1950 36ª giornata | Napoli | 1 – 0 | Siracusa |  |

| 21 maggio 1950 37ª giornata | Siracusa | 3 – 1 | Verona |  |

| 28 maggio 1950 38ª giornata | Siracusa | 3 – 1 | Salernitana |  |

| 4 giugno 1950 39ª giornata | Reggiana | 4 – 1 | Siracusa |  |

| 11 giugno 1950 40ª giornata | Cremonese | 0 – 1 | Siracusa |  |

| 18 giugno 1950 41ª giornata | Siracusa | 4 – 1 | Livorno |  |

| 25 giugno 1950 42ª giornata | Siracusa | 6 – 1 | Arsenaltaranto |  |

## Statistiche

### Statistiche di squadra
| Competizione | Punti | In casa | In casa | In casa | In casa | In casa | In casa | In trasferta | In trasferta | In trasferta | In trasferta | In trasferta | In trasferta | Totale | Totale | Totale | Totale | Totale | Totale | DR |
| Competizione | Punti | G       | V       | N       | P       | Gf      | Gs      | G            | V            | N            | P            | Gf           | Gs           | G      | V      | N      | P      | Gf     | Gs     | DR |
| ------------ | ----- | ------- | ------- | ------- | ------- | ------- | ------- | ------------ | ------------ | ------------ | ------------ | ------------ | ------------ | ------ | ------ | ------ | ------ | ------ | ------ | -- |
| Serie B      | 41    | 21      | 15      | 4       | 2       | 54      | 22      | 21           | 2            | 3            | 16           | 14           | 49           | 42     | 17     | 7      | 18     | 68     | 71     | -3 |
| Totale       | -     | 21      | 15      | 4       | 2       | 54      | 22      | 21           | 2            | 3            | 16           | 14           | 49           | 42     | 17     | 7      | 18     | 68     | 71     | -3 |

### Statistiche dei giocatori
| Giocatore     | Serie B  | Serie B |
| Giocatore     | Presenze | Reti    |
| ------------- | -------- | ------- |
| P. Atripaldi  | 6        | 0       |
| U. Badii      | 23       | 7       |
| V. Berlinguer | 1        | 0       |
| D. Bovoli     | 31       | 0       |
| D. Brigato    | 1        | 0       |
| G. Bussone    | 40       | 3       |
| A. Caminiti   | 1        | 0       |
| G. Cascio     | 15       | 2       |
| L. Cavaleri   | 28       | 6       |
| G. De Caro    | 1        | 0       |
| A. Fallanca   | 30       | 0       |
| G. Marchetto  | 36       | 1       |
| G. Mele       | 7        | 3       |
| B. Micheloni  | 37       | 22      |
| L. Mignatti   | 31       | 0       |
| G. Ottonello  | 18       | 1       |
| M. Perazzolo  | 1        | 0       |
| R. Peroncelli | 34       | 0       |
| G. Polo       | 36       | 11      |
| S. Ricupero   | 1        | 1       |
| O. Roccasecca | 20       | 4       |
| E. Rubino     | 34       | 2       |
| G. Salerno    | 2        | 0       |
| P. Suppi      | 28       | 4       |